# Emilio Correa
Emilio Correa Vaillant (Santiago de Cuba, 21 de marzo de 1953-11 de marzo de 2024) fue un boxeador aficionado cubano de la categoría de la categoría de peso wélter. Era el padre del también boxeador Emilio Correa Bayeux Júnior.

## Carrera
Inspirado por sus compatriotas Roberto Caminero "Chocolatico" Pérez, Enrique Regüeiferos, Félix Betancourt y Rolando Garbey, los cuales también eran originarios de Santiago de Cuba, inició su carrera en el boxeo en 1966.
En los Juegos Panamericanos en Cali, Colombia (1971) ganó la medalla de oro al vencer a Larry Carlisle de Estados Unidos, pero fue derrotado por Betancourt por el título nacional en 1972, aunque eso le dio la clasificación a los Juegos Olímpicos. Dio la sorpresa en los juegos al vencer al campeón defensor Manfred Wolke de Alemania Oriental en la tercera ronda y luego se convertiría en el primer boxeador de Cuba en ganar el oro olímpico en el peso wélter.
En 1974 Correa fue el primer campeón mundial aficionado de peso wélter al vencer por knockout a Clinton Jackson de Estados Unidos. De 1973 a 1976 defendió con éxito el campeonato nacional de peso wélter y en 1977 ganó el campeonato nacional junior de peso medio. En los Juegos Panamericanos de 1975 en Ciudad de México perdió en la semifinal ante Clinton Jackson.
La última pelea de Correa fue una victoria por el título junior de peso medio en 1979.

### Juegos Olímpicos
Emilio Correa representó a Cuba en dos ediciones de los Juegos Olímpicos, la primera de ellas fue en Múnich 1972:
- Ronda de 32: venció a  Damiano Lassandro por decisión unánime, 5-0
- Ronda de 16: venció a  Manfred Wolke por knockout técnico en el segundo asalto
- Cuartos de final: venció a  Günther Meier por decisión dividida, 3-2
- Semifinales: venció a  Jesse Valdez por decisión dividida, 3-2
- Final: venció a  János Kajdi por decisión unánime, 5-0 (ganó la medalla de oro)

Su segunda aparición fue en Montreal 1976:
- Ronda de 32: venció a  Plamen Yankov por RSC en el segundo asalto
- Ronda de 16: perdió ante  Pedro Gamarro por RSC en el tercer asalto